# 第11回全国障害者スポーツ大会
| 参加人数         | 約3,300人                  |
| 競技数           | 正式競技13、公開競技1      |
| 開会式           | 10月22日                   |
| 閉会式           | 10月24日                   |
| 開会宣言         |                            |
| 選手宣誓         | 大工宗貴、河本かおる       |
| 最終炬火ランナー | 田中俊己、高橋明菜         |
| 主競技場         | 維新百年記念公園陸上競技場 |

第11回全国障害者スポーツ大会（だい11かいぜんこくしょうがいしゃスポーツたいかい）は2011年10月22日から10月24日まで山口県において3日間の日程で開催された全国障害者スポーツ大会である。愛称はおいでませ！山口大会（おいでませ！やまぐちたいかい）。
全国障害者スポーツ大会が山口県で開催されるのは、前身の全国身体障害者スポーツ大会を含めても初めて。

## 開催される競技の会場地
- 開会式・閉会式会場　維新百年記念公園陸上競技場

正式競技
| 種目                                 | 障害種別          | 会場地       | 会場                                     |
| ------------------------------------ | ----------------- | ------------ | ---------------------------------------- |
| 陸上競技                             | 身体障害 知的障害 | 山口市       | 維新百年記念公園陸上競技場               |
| 水泳                                 | 身体障害 知的障害 | 山口市       | 山口きらら博記念公園水泳場               |
| アーチェリー                         | 身体障害          | 防府市       | 防府市陸上競技場                         |
| 卓球 (サウンドテーブルテニス)を含む) | 身体障害 知的障害 | 山口市       | 山口県スポーツ文化センター               |
| フライングディスク                   | 身体障害 知的障害 | 山口市       | 山口きらら博記念公園サッカー・ラグビー場 |
| ボウリング                           | 身体障害          | 下関市       | ロイヤルボウル                           |
| バスケットボール                     | 知的障害          | 下松市       | 下松スポーツ公園体育館                   |
| 車椅子バスケットボール               | 身体障害          | 防府市       | ソルトアリーナ防府                       |
| ソフトボール                         | 身体障害          | 下関市       | 下関球場、下関第2球場                    |
| グランドソフトボール                 | 身体障害          | 宇部市       | 宇部市東部体育広場                       |
| バレーボール                         | 身体障害          | 萩市         | 萩市民体育館                             |
| バレーボール                         | 知的障害 精神障害 | 周南市       | キリンビバレッジ周南総合スポーツセンター |
| サッカー                             | 知的障害          | 山陽小野田市 | 山口県立おのだサッカー交流公園           |
| フットベースボール                   | 知的障害          | 宇部市       | 宇部市東部体育広場                       |

オープン競技
| 種目       | 障害種別 | 会場地 | 会場                           |
| ---------- | -------- | ------ | ------------------------------ |
| 卓球バレー | 知的障害 | 萩市   | 萩ウェルネスパーク多目的体育館 |

## 大会ボランティア
県の内外から5000人超のボランティアが参加予定。
内訳は手話通訳が約300人、手書き要約筆記が約200人、パソコン要約筆記が約100人、大会運営担当が4000人、選手団担当が約800人（県内3大学・1短期大学・5専門学校(YIC看護福祉専門学校、下関看護リハビリテーション学校、徳山大学、下関福祉専門学校、山口コ･メディカル学院、専門学校YICリハビリテーション大学校、宇部フロンティア大学・同短期大学部、山口県立大学）から選手団サポートボランティアとしての学生ボランティア800名）、競技補助員などである。